# Condatis
En la mitología celta, Condatis era un dios adorado principalmente en el norte de  Gran Bretaña, aunque también en Galia. Estaba asociado a la confluencia de los ríos, en particular del Tyne y el Tees. En época romana fue asimilado a Marte, probablemente por su función de curación.
Condate era también el nombre celta de Rennes, la ciudad de los redones.